# Exocelina ambua
Exocelina ambua  (лат.) — вид жуков-плавунцов рода Exocelina (Copelatinae, Dytiscidae). Видовое название дано по месту обнаружения типовой серии (горы Mt Ambua).

## Распространение
Остров Новая Гвинея: Папуа — Новая Гвинея (Papua New Guinea: Southern Highlands Province, Tari, Mt Ambua, 05°57.55'S, 143°04.99'E, на высоте 2100 м).

## Описание
Мелкие водные жуки коричневого цвета (ноги и голова светлее), длина тела около 5 мм (от 4,3 до 5,2 мм), округло-овальной вытянутой формы тела; матовые. Усики 11-члениковые. Пронотум короткий, надкрылья без бороздок. Крылья хорошо развиты. Связаны с водой. Вид был впервые описан в 2018 году австрийским колеоптерологом Еленой Владимировной Шавердо (Helena Vladimirovna Shaverdo; Naturhistorisches Museum Wien, Вена, Австрия) и немецким энтомологом М. Балком (Michael Balke; Zoologische Staatssammlung München, Мюнхен Германия). Включён в состав видовой группы Exocelina casuarina-group. Видовое название дано по месту обнаружения типовой серии.